# Гендлін Володимир Ілліч
Володимир Ілліч (Хильович) Гендлін (нар. 26 травня 1936, Москва — пом. 5 квітня 2021, там же) — російський спортивний коментатор, журналіст, основоположник трансляцій професійного боксу на російському телебаченні, експерт з боксу. Майстер спорту СРСР. Дворазовий лауреат національного телевізійного конкурсу «ТЕФІ».
Володимир Гендлін користувався великим авторитетом як у провідних спортивних видань, так і у шанувальників боксу в Росії та країнах СНД.
 

## Біографія
Володимир Ілліч Гендлін народився 26 травня 1936 року в Москві. Вступив на математичний факультет Саратовського університету, проте на 4-му курсі вирішив припинити навчання. Майстер спорту з боксу. На аматорському рингу провів 51 бій (50 перемог, 1 поразка). Після завершення виступів працював дитячим тренером на олімпійській базі в Кисловодську. Був президентом клубу «Ред Старз». Потім-генеральним менеджером Союзу боксерів Росії. Працював журналістом у різних журналах, на телебаченні в Волгограді та П'ятигорську.
Дебютував як коментатор боксу 16 липня 1993 року: в той день Гендлін був причетний до організації першого в російській історії чемпіонського поєдинку між володарем титулу IBF у першій важкій вазі Альфредом Коулом і Гленом Маккрорі. Виробництвом телетрансляції займалася студія Володимира Маслаченка «Спорт + Спорт», він же повинен був стати і її коментатором. Але Маслаченко відразу ж зізнався Гендліну, що він дуже погано розбирається в нюансах професійного боксу, і запропонував йому відпрацювати поєдинок спільно. Після чого був запрошений на постійну роботу на телебачення.
На початку 1990-х років Гендлін створив на телеканалі НТВ передачу про бокс «Великий ринг». У 1995 році на з'їзді World Boxing Union вона була визнана найкращою програмою про бокс. З 1996 по 2015 рік регулярний показ програми здійснювався на каналі «НТВ-Плюс Спорт».
З 1994 по 2016 рік Гендлін був головним коментатором боксу на НТВ (1994—2006), «НТВ-Плюс» (1996—2015) і «Першому каналі» (1995—2016). Зняв документальні фільми про Сергія Кобозєва, Сергія Артем'єва, Костянтина Цзю, Олега Маскаєва та інши Також деякий час працював на українському телебаченні: коментував професійний бокс на каналі 1+1.
1 червня 2014 року став лауреатом II Міжнародної премії в галузі професійного боксу «The Golden Gloves 2» і був нагороджений ексклюзивною золотою боксерською рукавичкою в номінації «Коментатор року».
У 2017 році, через деякий час після розформування спортивної редакції «НТВ-Плюс» у колишньому варіанті і нетривалого періоду роботи на «Першому каналі», Гендлін з особистої ініціативи відійшов від постійної коментаторської роботи на телебаченні. За інформацією спортивного коментатора Олександра Біленького від лютого 2019 року, деякий час Гендлін проживав у Фінляндії.

### Хвороба і смерть
У березні 2021 року Гендлін переніс великий інфаркт. Помер 5 квітня 2021 року в Москві. Причиною смерті стала пневмонія, викликана COVID-19.

## Сім'я
Двоє дітей. Старший син, Володимир Гендлін-молодший, також у минулому займався боксом, пізніше-оглядач газет «Коммерсантъ-Daily» і «Комерсант-Гроші», коментатор боксу. Молодший-Дмитро — був режисером програми «Великий ринг», загинув у квітні 2009 року.

## Цитата
Про роль коментатора в телетрансляції:
|                                                                                      | Коментатор - це не акин: що побачу, про те й співаю. Не люблю тріскотню в ефірі. Найголовніша задача коментатора - не заважати дивитися. Якщо бачиш, що треба щось пояснити тим, хто дивиться, поясни і замовкни. Видовище саме за себе говорить.«ТВ Парк», «Володимир Гендлін: "Основне завдання коментатора - поясни і замовкни"» |
| — «ТВ Парк», «Володимир Гендлін: "Основне завдання коментатора - поясни і замовкни"» | |

 
Про виступ Роя Джонса-молодшого під російським прапором:
|                                                                  | Для американців Рой Джонс вже списаний в тираж і особливого інтересу вже не викликає. Не даремно він трудиться тут. <...> Зараз незрозуміло, що влаштував Володимир Хрюнов, що це буде за бій - якого статусу. Якщо цей бій буде ніякий не чемпіонський, [то] розмахування прапором - це затія дурна…Володимир Гендлін: «Прапори Росії на бій Роя Джонса - дурість» |
| — Володимир Гендлін: «Прапори Росії на бій Роя Джонса - дурість» | |

## Примітка
1. ↑  АКЦИОНЕРНОЕ ОБЩЕСТВО ЗАКРЫТОГО ТИПА «РЭД-СТАРС». За честный бизнес. Архів оригіналу за 19 лютого 2018. Процитовано 8 червня 2021.
2. ↑  Умер спортивный комментатор Владимир Гендлин. Спорт РИА Новости (рос.). 5 квітня 2021. Архів оригіналу за 6 травня 2021. Процитовано 5 квітня 2021.
3. ↑  ИА «Спорт Украины», 05.09.2005, «Гендлин: „России нужен собственный идол“» [Архівовано 21 березня 2012 у Wayback Machine.].
4. ↑  Eurosport.ru, 22.07.2008, «Владимир Гендлин: Поветкину рано выходить против Кличко» [Архівовано 3 січня 2010 у Wayback Machine.].
5. ↑  «Обозреватель», 25.03.2009, «Владимир Гендлин: „Виталию Кличко на пенсию уходить рано“» [Архівовано 28 липня 2011 у Wayback Machine.].
6. ↑  «Проект „Manhattan“», блог Христиана Юла о боксе, 27.05.2011, «Владимир Гендлин: „В Тайсоне был заложен динамит, готовый в любую секунду взорваться“» [Архівовано 29 травня 2011 у Wayback Machine.].
7. ↑  "НТВ Плюс, «Владимир Гендлин: „Я всегда старался держаться от боксёров подальше“». Архів оригіналу за 5 жовтня 2011. Процитовано 8 червня 2021.
8. ↑  ИА «Спорт Украины», 12.04.2007, «Гендлин: „Бои заранее не смотрю“». Архів оригіналу за 21 березня 2012. Процитовано 8 червня 2021.
9. 1 2  ОТОМСТИТ ЛИ БРАТ ЗА БРАТА?. Спорт-Экспресс. 28 квітня 2000. Архів оригіналу за 23 лютого 2019. Процитовано 8 червня 2021.
10. 1 2  Проект о юморе в спорте «Орлов, насмеши!».
11. 1 2  Умер Владимир Гендлин. Он стал комментатором случайно, а потом ни один большой бой нельзя было представить без него. Sports.ru. 5 квітня 2021. Архів оригіналу за 5 квітня 2021. Процитовано 8 червня 2021.
12. ↑  Владислав Усачёв (3 березня 2018). «Спросил Роя Джонса – «Какого черта?!». Подробное интервью с Владимиром Гендлиным. YouTube. Архів оригіналу за 8 червня 2021. Процитовано 8 червня 2021.
13. ↑  Владимир Гендлин: «Если комментатор рвется на первые роли, это нехорошо». Главный российский комментатор бокса говорит. Ведомости. 5 квітня 2021. Архів оригіналу за 6 квітня 2021. Процитовано 8 червня 2021.
14. ↑  Владимир Гендлин-старший: «Я спросил Роя Джонса: «Какого черта? Зачем тебе это?». Главный российский комментатор бокса рассказал Роману Муну о том, получится ли из Виталия Кличко хороший политик, почему профессиональный бокс в кризисе и должен ли настоящий мужчина уметь ударить. Sports.ru. 20 травня 2014. Архів оригіналу за 13 листопада 2016. Процитовано 8 червня 2021.
15. 1 2  Красиво проигрывать никто не хочет. Коммерсантъ. 23 березня 1999. Архів оригіналу за 23 лютого 2019. Процитовано 8 червня 2021.
16. ↑  Владимир ГЕНДЛИН: на ринг выходят, чтобы рвать соперника. Антенна-Телесемь. 13 липня 2002. Архів оригіналу за 15 листопада 2002. Процитовано 8 червня 2021.
17. ↑  Владимир Гендлин: мнение об известных боксёрах и не только…. НТВ-Плюс. 24 березня 2003. Архів оригіналу за 27 липня 2003. Процитовано 8 червня 2021.
18. ↑  Бой Кличко с Льюисом покажут два канала. Телеспорт. 19 червня 2003. Архів оригіналу за 24 червня 2003. Процитовано 8 червня 2021.
19. ↑  Владимир Гендлин-старший будет комментировать бой Вл. Кличко — Поветкин. Чемпионат.ру. 24 вересня 2013. Архів оригіналу за 19 лютого 2018. Процитовано 8 червня 2021.
20. ↑  «Первый канал» в прямом эфире покажет боксёрский поединок Мэнни Пакьяо - Флойд Мэйуэзер. ТАСС. 21 квітня 2015. Архів оригіналу за 3 серпня 2018. Процитовано 8 червня 2021.
21. ↑  Телекомментатор профессионального бокса Владимир ГЕНДЛИН: «Миллионные гонорары в боксе получают единицы. Братья Кличко наверняка к этим единицам относятся». Бульвар Гордона. 20 січня 2010. Архів оригіналу за 5 березня 2021. Процитовано 8 червня 2021.
22. ↑  Боксёру Холифилду в Мытищах вручена премия Golden Gloves 2. Архів оригіналу за 20 грудня 2016. Процитовано 8 червня 2021.
23. ↑  «Ненавижу патриотическую истерию. Не нужно ее навязывать зрителю». Памяти Владимира Гендлина. ТелеСпорт. 5 квітня 2021. Архів оригіналу за 8 червня 2021. Процитовано 8 червня 2021.
24. ↑  Усик–Лебедев? А кто-нибудь сейчас в мире вспомнит Лебедева? — Владимир Гендлин. VRinge. 21 листопада 2018. Архів оригіналу за 23 лютого 2019. Процитовано 8 червня 2021.
25. ↑  Владислав Усачёв (3 жовтня 2017). Владимир Гендлин объяснил, почему он больше не работает комментатором. YouTube. Архів оригіналу за 8 червня 2021. Процитовано 8 червня 2021.
26. ↑  Звезда «СЭ» 90-х и 00-х пережил инсульт. Ему уже лучше: рассказывает про дом в Италии, драки с арабами во Франции. Sports.ru. 18 лютого 2019. Архів оригіналу за 23 лютого 2019. Процитовано 8 червня 2021.
27. ↑  КОММЕНТАТОР ВЛАДИМИР ГЕНДЛИН УМЕР ИЗ-ЗА ОСЛОЖНЕНИЙ ОТ КОРОНАВИРУСА. У НЕГО РАЗВИЛАСЬ ПНЕВМОНИЯ. Eurosport. 5 квітня 2021.
28. ↑  "Голос российского бокса" Владимир Гендлин умер из-за осложнений, вызванных коронавирусом. Именно он был основоположником трансляций профессиональных боёв на отечественном телевидении. Life. 5 квітня 2021. Архів оригіналу за 6 квітня 2021. Процитовано 8 червня 2021.
29. ↑  Владимир ГЕНДЛИН-младший, российский комментатор бокса. Sport.ua. 29 березня 2010. Архів оригіналу за 8 червня 2021. Процитовано 8 червня 2021.
30. ↑  Владимир Гендлин: «Рой Джонс продемонстрировал все самые хреновые черты нового русского – понты, забытые навыки и полная неэффективность». Sports.ru. 13 грудня 2015. Архів оригіналу за 4 травня 2021. Процитовано 8 червня 2021.